# Segl (magi)
 For alternative betydninger, se Segl. (Se også artikler, som begynder med Segl)
Et segl (sigilia eller sigils, fra latin Sigillum "segl") er et symbol, der anvendes i magi. Udtrykket har normalt henvist til en slags billedlig underskrift af en dæmon eller væsen; i moderne brug, især i forbindelse med kaos magi, henviser det til en symbolsk repræsentation af magikerens ønskede resultat.